# 6月のジングル・ベル
『6月のジングル・ベル』（ろくがつの - ） は、スターダストレビュー8枚目のシングル。1986年3月25日に発売された。

## 収録曲
全曲編曲：スターダストレビュー
1. 6月のジングル・ベル
作詞：篠原仁志　作曲：三谷泰弘
2. 若い二人は恋人同士(STUDIO LIVE)
作詞・作曲：根本要